# Helsinki Halli
A Helsinki Halli (más néven Helsinki Areena, Helsingin Areena vagy Helsingforsarenan; "A Helsinki Aréna") egy multifunkciós fedett aréna Helsinkiben. Az aréna 2022-ig Hartwall Arena név alatt üzemelt.

## Tulajdonságok

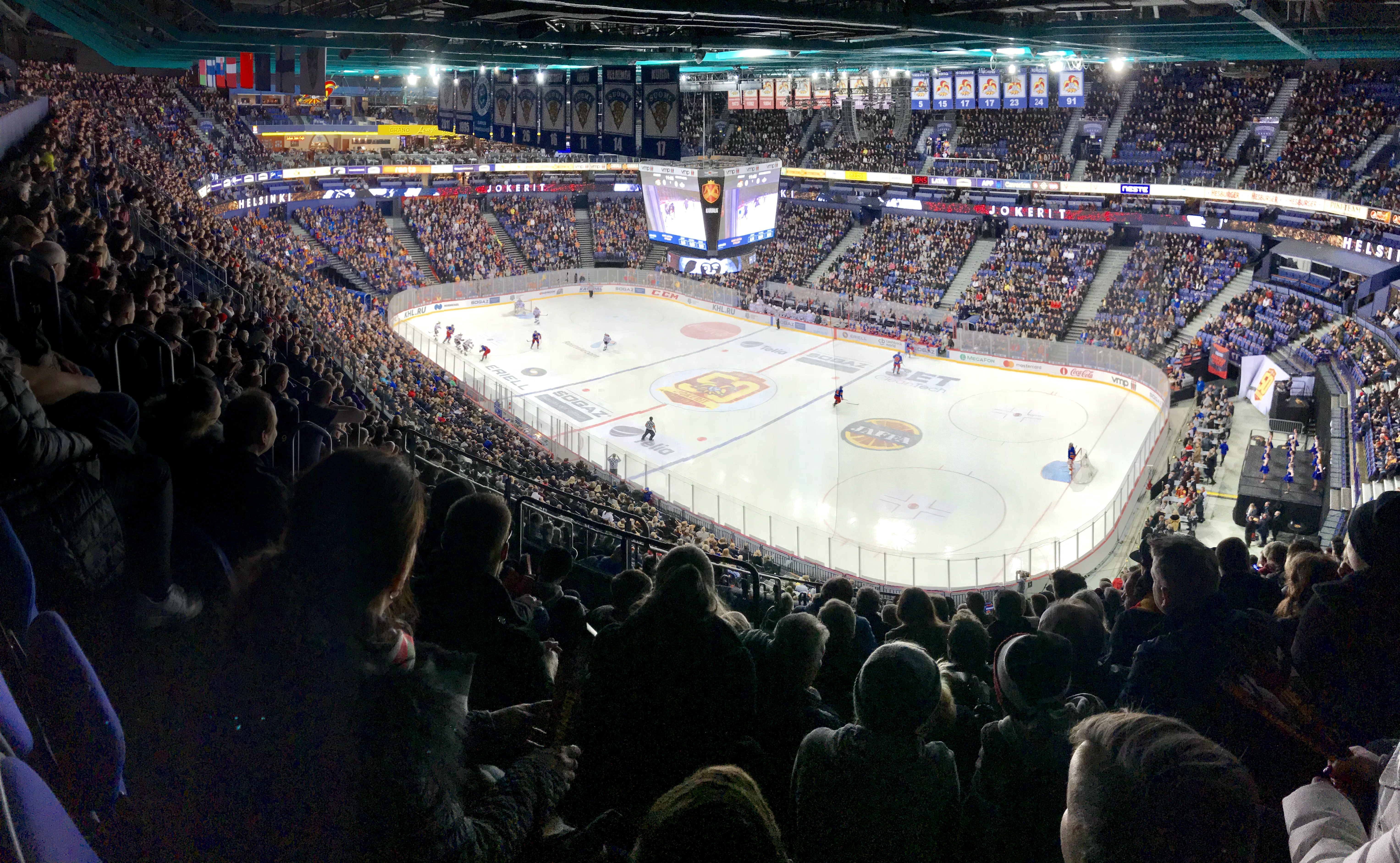
Jégkorong mérkőzés az arénában

Az aréna megépítésének ötlete 1994-ben fogant meg Harry "Hjallis" Harkimo fejében. A stadion az 1997-es jégkorong-világbajnokságra épült, a kivitelező április 11-én adta át. Az épület ellipszis alakú, 153 méter hosszú és 123 méter széles. 37 méterrel a földfelszín alatt egy gyakorlópálya található, amit több hokicsapat használ.
Az aréna a Pasila vasútállomás mellett található, amely Finnország második legforgalmasabb pályaudvara, 3,5 km-re északra a Helsinki főpályaudvartól.
A teljes befogadóképesség jégkorong-mérkőzések alkalmából 13 349 hely (mind ülőhely). Az aréna különböző eseményekre is felkészíthető. Sportesemények alkalmából a befogadóképesség 10 000, kosárlabda-mérkőzéseken 14 000, koncerteken 13 000, amfiteátrumként pedig 3000–5000 fő. Az aréna összeköttetésben áll egy többszintes parkolóházzal, amely 1421 gépkocsi számára képes helyet biztosítani.
A 2022-es orosz Ukrajna elleni invázió hatására megszüntették az együttműködést a Helsinki Halli Oy-vel, így az aréna nem viseli tovább a Hartwall nevet, a Hartwall Aréna logót nem sokkal eltávolították az épületről. 2022. március 3-tól az aréna új neve Helsinki Halli.

## Fontosabb események

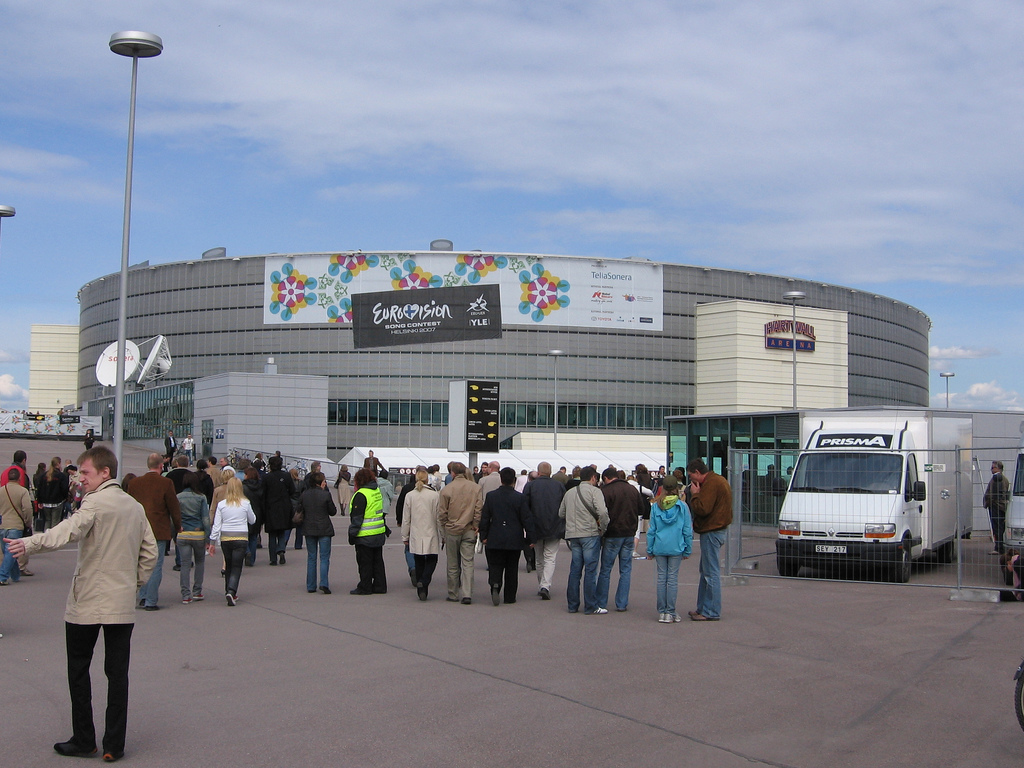
Az aréna 2007-ben az Eurovíziós Dalfesztivál alatt

Az aréna adott otthont a 2007-es Eurovíziós Dalfesztiválnak. Az arénában többszö rendeztek NHL-nyitójátékot. A Carolina Hurricanes és a Minnesota Wild itt nyitotta meg a 2010–11-es NHL szezont, egy évvel később pedig az Anaheim Ducks és a Buffalo Sabres játszott itt nyitómérkőzést.
2012. május 4. és 20. között a Hartwall Arena a 2012-es IIHF jégkorong-világbajnokság fő helyszíne volt. 2017-ben a férfi kosárlabda-Európa-bajnokság egyik helyszíne.